# WZT-2
Der WZT-2 (aus dem Polnischen Wóz Zabezpieczenia Technicznego; auf Deutsch Bergepanzer) ist ein polnischer Bergepanzer, der auf dem Chassis des T-55 bzw. T-55A basiert und bei den polnischen Streitkräften eingesetzt wird. Er diente als fahrende Werkstatt und hatte die Aufgabe, die liegengebliebenen Panzerfahrzeuge der Panzerverbände zu reparieren oder abzuschleppen. Von seinem Vorgänger WZT-1 unterscheidet er sich durch die modernere Bergetechnik.

## Entwicklungsgeschichte
Der erste polnische Bergepanzer, der WZT-1, wurde seit 1970 bei Bumar Łabędy in Gliwice (Gleiwitz) bis 1978 auf Basis des T-55-Fahrgestells produziert. Seit 1973 lief parallel, ab 1978 ausschließlich, die Produktion des WZT-2, der mit modernerer Bergetechnik ausgestattet war. Die Einführung des technisch komplexeren T-72-Kampfpanzers in die Armee der VR Polen erforderte diesen Schritt. Mehr als 330 WZT-2 wurden von 1973 bis 1992 an die polnische Armee geliefert, die meisten davon im Zeitraum von 1984 bis 1988. Eine größere Anzahl wurde nach Indien, Jugoslawien und in den Irak exportiert bzw. in Lizenz gefertigt.

## Technik
Das Herzstück des WZT-2 ist seine Bergeausstattung. Dazu zählen der Kranarm, der Räum- und Stützschild, die Berge- und Windeneinrichtung sowie Gerätschaften zur Instandsetzung wie eine Schneid- und Schweißanlage (Elektro- und Gasschweißgeräte). Ein Schacht, aufgesetzt auf die Kommandantenluke, macht ihn tiefwat- und tauchfähig. Der hydraulische Kranarm ist vorne links auf dem Fahrgestell angebracht. Die maximale Hakenlast im abgestützten Zustand und in maximaler Erhöhung beträgt 20 Tonnen. Die mechanische Hauptwinde hat eine maximale Zugkraft von 750 kN. Der Räum- und Stützschild dient vorrangig als Abstützung im Kranbetrieb und als Erdanker bei den Bergearbeiten, in begrenztem Umfang sind Erdbewegungen möglich. Der Panzer verfügt über ABC-Schutz und eine automatische Feuerlöschanlage. Die Bewaffnung umfasst ein 12,7-mm-DSchK-Maschinengewehr zur Selbstverteidigung gegen Boden- und Luftziele. Im Innenraum befinden sich drei Pritschen, auf welchen liegend drei Verwundete transportiert werden können.